# Фернандес, Тьяго (футболист, 2004)
Тья́го Крус Ферна́ндес (исп. Thiago Cruz Fernández; родился 3 апреля 2004) — аргентинский футболист, вингер клуба «Велес Сарсфилд».

## Клубная карьера
Воспитанник команды «Велес Сарсфилд», 21 апреля 2023 года Фернандес дебютировал в чемпионате Аргентины, выйдя в стартовом составе на матч против клуба «Колон». 5 июня 2024 года Тьяго забил свой первый гол в профессиональной карьере в матче Кубка Аргентины против «Арсенала» из Саранди.

## Карьера в сборной
В июне 2024 года Фернандес впервые получил вызов в сборную Аргентины до 23 лет.